# Joakim Zander
Joakim Zander (nacido en 1975 en Estocolmo, Suecia) es un autor sueco y abogado. Su primera novela Simmaren (El Nadador) fue publicada por Wahlström & Widstrand en septiembre de 2013 y traducida en 30 países.

## Biografía
Joakim Zander se crio en Söderköping, Suecia. Estudió derecho en Uppsala Universidad y más tarde ganó un PhD en Leyes de la Maastricht Universidad. Su disertación The Application of the Precautionary principle in practice estuvo publicado por Cambridge Press Universitaria,  y ganó el Rabobank Premio en 2012.  Joakim Zander ha trabajado para la Eurocámara y la Comisión europea en Bruselas, Bélgica. Actualmente vive en Lund, Suecia con su mujer y dos niños

## Serie Klara Waldeen
Su novela El Nadador (thriller) es el primer libro que presenta a la heroína Klara Waldéen, una joven sueca de 30 años que trabaja en el Parlamento Europeo y se ve envuelta en una trama de espionaje a nivel internacional en la que está implicado su antiguo amante y exmiembro de las fuerzas especiales del ejército sueco, Mahmoud Shammosh. De la noche a la mañana, Klara y Mahmoud se convierten en el objetivo de una cacería que se desarrolla por la Europa invernal, un mundo donde las fronteras entre países se han vuelto igual de borrosas que la línea que separa a aliado y enemigo.
En su segunda aventura, El Hermano, Klara deberá contactar con Yasmine Ajam, cuyo hermano desapareció en Siria mientras luchaba al lado del Estado Islámico.